# Carlism (România)

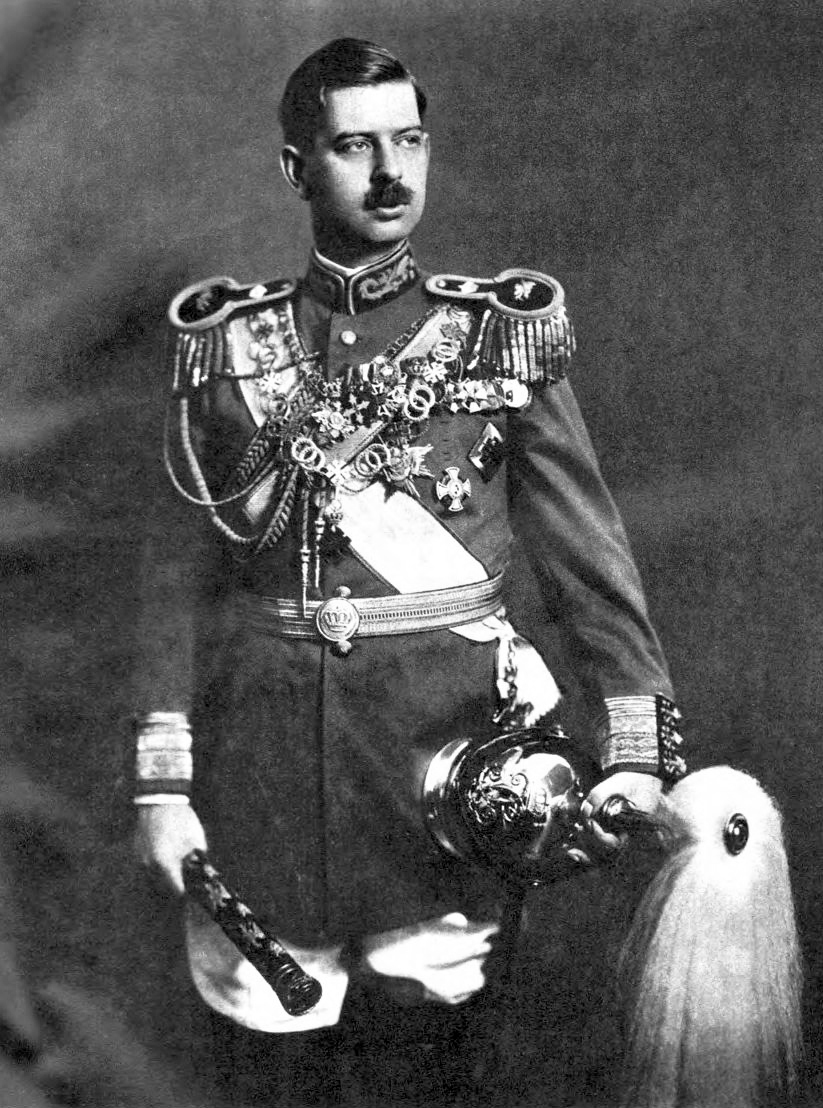
Regele Carol al II-lea al României în anii 1930.

Carlismul desemnează, în istoria României, mișcarea care a cerut, la sfârșitul anilor 1920, înlocuirea pe tron a tânărului Mihai I, încă un copil, cu tatăl său, viitorul rege Carol al II-lea. Această mișcare legitimistă, antiparlamentară și autoritară, care critica partidele politice considerate corupte și factori de dezbinare în fața extremismului naționalist și comunist, a avut un ecou larg în clasa de mijloc, în timp ce mișcările mai extremiste apelau mai mult la tineri. La opt ani de la întoarcerea Regelui Carol al II-lea în 1930, mișcarea carlistă, legitimată politic prin crearea primului partid de masă din România, denumit Frontul Renașterii Naționale (FRN), înființat de regele Carol al II-lea la data de 16 decembrie 1938, a favorizat instaurarea, în Regatul României, a „dictaturii regale”, care a durat din 1938 până în 1940 și a intrat într-o stare de cvasi-război civil cu organizația fascistă Garda de Fier.

## Istorie

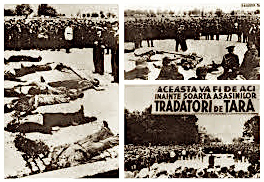
Membri ai organizației fasciste Garda de Fier împușcați de jandarmerie în septembrie 1939 sub dictatura carlistă. Bannerul proclamă „aceasta va fi de aci înainte soarta asasinilor trădători de țară”, legionarii fiind considerați „agenți ai Germaniei", la fel cum comuniștii erau tratați drept „agenți ai URSS”.

Carol al II-lea renunțase de două ori la tron din cauza vieții sale private dezordonate, remarcându-se întâi prin dezertarea din armată în timpul Primului Război Mondial   și prin căsătoria ilegală cu Ioana Lambrino . Constantin Argetoianu nota în Memorii: "Vâlva a fost enormă, căci Prințul, în care toți ne pusesem încrederea pentru viitor, intrase pentru prima dată în gura lumii, dându-ne o mare decepție" . 
În luna decembrie 1925, principele moștenitor a cauzat un alt scandal, aruncând țara într-o criză dinastică. Recăsătorit, la 10 martie 1921, cu principesa Elena a Greciei și Danemarcei, Carol are o aventură cu Elena Lupescu (1895-1977), își părăsește familia și renunță din nou la tron, alegând să trăiască în Franța împreună cu aceasta, sub numele de Carol Caraiman.
În urma decesului Regelui Ferdinand I, în 1927, pe tron urcă fiul său minor Mihai I, asistat de un consiliu de regență constituit din liderii partidelor parlamentare și prezidat de Miron Cristea (patriarh ortodox, francmason și om politic). După 17 ani de parlamentarism haotic, punctați de crize ministeriale frecvente și amenințați de atacurile și asasinatele comise de fasciști și comuniști pe fondul crizei economice globale, Miron Cristea nu mai credea în virtuțile democrației și liberalismului și o declară public. Este și perioada de evoluție a filosofului academic Nae Ionescu și a adepților săi.
La începutul anului 1938, în contextul slăbirii Micii Înțelegeri în fața Germaniei naziste, regența a căutat să se apropie de Axa Roma-Berlin prin numirea unui guvern naționalist și xenofob condus de Octavian Goga care a interzis francmasoneria, a introdus in funcțiile publice, învățământ și armată principiul numerus clausus care favoriza „etnicii români” și a retras cetățenia pentru 225.222 (36,50%) dintre evreii români, transformându-i în apatrizi sub pretextul că nu sunt vorbitori de limbă română, ceea ce i-a lipsit de drepturile lor civice și de dreptul de proprietate asupra pământului,
Regentul Miron Cristea nu se opune, ci favorizează intrigile carliste. Totuși, regele s-a ciocnit cu partidele democratice care se temeau de autoritarismul său, cu Biserica care i-a reproșat stilul său de viață și epicureismul său manifestat, și cu legionarii Gărzii de Fier care se referă la el ca „exploatator străin care parazitează națiunea română” (Corneliu Zelea Codreanu). Această expresie va fi folosită ulterior de comuniști.
La 10 februarie 1938, carliștii conduc o lovitură de stat împotriva Parlamentului, dând puteri depline Frontului Renașterii Naționale, de fapt lui Carol al II-lea. Noul regim politic a fost denumit „Dictatura regală” de către populație și de adversarii săi, a modificat profund Constituția din 1923 privând Parlamentul de majoritatea puterilor sale și extinzându-le pe cele ale regelui într-o manieră cvasi-discreționară. Acum, decretul regal prevalează legii. Regimul carlist închide fără judecată adversari politici precum Nae Ionescu (care va muri din această cauză), îl ucide pe Corneliu Zelea Codreanu, șeful Gărzii de Fier, trage fără avertisment la adunările Gărzii de Fier (care ripostează prin asasinarea miniștrilor și academicienilor) și, în ciuda „Trădării de la München” care a provocat prăbușirea Micii Antante, alege să rămână fidel politicii externe a României, ca aliat al Franței și Marii Britanii care i-au garantat granițele la 13 mai 1939. Dar, în același timp, Carol al II-lea a căutat apropierea de Germania și URSS, nu a desființat decretele discriminatorii ale guvernului Goga și a oferit țărilor Axei facilitățile economice de care numai Aliații beneficiaseră până atunci: astfel, rafinăriile din zona Ploiești, ale căror investitori au fost în principal americani și britanici, vor exporta combustibil la prețuri mici către al Treilea Reich.
Respectând tratatele care legau Bucureștiul și Varșovia, Carol al II-lea a deschis granițele guvernului polonez și supraviețuitorilor armatei sale după invazia germano-sovietică din septembrie 1939, folosind Serviciul Maritim Român pentru a transporta forțele poloneze spre Alexandria unde s-au alăturat trupelor britanice. Această politică l-a făcut pe Hitler să spună: „România este ca Statele Unite: este oficial neutră, dar în realitate duce un război rece”.
În iunie 1940, Franța s-a prăbușit la rândul său, Marea Britanie înfrunta Blitzkrieg-ul și părea pe punctul de a ceda. Carol al II-lea era astfel lipsit de sprijinul francez și britanic. Presat de ambasadorul german Wilhelm Fabricius, a fost nevoit să cedeze ultimatumului sovietic din 26 iunie 1940 și Dictatului de la Viena din 30 august 1940. România a fost obligată să cedeze sovieticilor, aliați ai celui de-al Treilea Reich, Basarabia și Bucovina de Nord, ocupate de URSS. Dobrogea de Sud a revenit Bulgariei, iar Transilvania de Nord Ungariei. Legionarii și o parte a opiniei publice l-au considerat responsabil pentru această dezmembrare a „României Mari”, iar la 5 septembrie 1940 o nouă lovitură de stat l-a obligat să încredințeze președinția Consiliului generalului Ion Antonescu, apropiat extremiștilor de dreapta, ceea ce a însemnat sfârșitul carlismului românesc.

## Consecințe
Memoria publicului larg despre carlismul românesc este aproape nulă: câteva articole în reviste istorice, multe aluzii la viața disolută a lui Carol al II-lea, puține analize științifice pe documente și o clasificare aproape sistematică între „dictaturile fasciste”, astfel încât lupta acestui regim împotriva Gărzii de Fier și atitudinea acestuia față de Polonia invadată fac din aceasta un regim cu siguranță conservator, dar cu siguranță nu fascist (spre deosebire de succesorul său, regimul Antonescu). Dacă, desigur, nu se ia în considerare că impunerea principiului numerus clausus în beneficiul cetățenilor nativi și în detrimentul minorităților etnice (măsură discriminatorie întâlnită atunci atât în țările vecine, cât și într-o mare parte a Statelor Unite ale Americii) este suficientă pentru etichetarea fascismului.

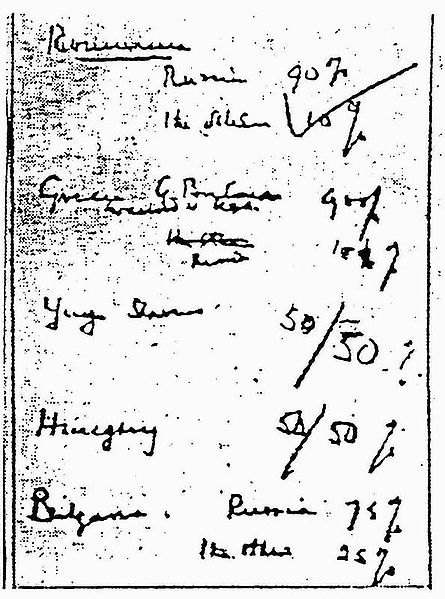
Faimosul „acord de procente” semnat de Churchill și Stalin la Moscova pe 9 octombrie 1944, păstrat la Bildarchiv der Österreichischen Nationalbibliothek din Viena.

Oricum, carlismul a eșuat în fața mișcărilor extremiste susținute de Germania nazistă și Rusia stalinistă. Carol al II-lea a trebuit să plece din nou în exil. Legionari al Gărzii de Fier au mitraliat trenul său la granița cu Iugoslavia. Refugiat în Portugalia, a murit acolo după război, fără să-și fi revăzut țara natală. Mareșalul Ion Antonescu, autoproclamat „Pétain al României”, îl reîntronează pe Mihai I, acum adolescent, instaurează un regim totalitar satelit al Germaniei naziste și angajează România în război de partea acesteia.
La rândul său, devenit adult, Mihai I a organizat o lovitură de stat la 23 august 1944, arestându-l pe Antonescu și trecând România în tabăra aliaților până la sfârșitul războiului, în speranța salvării monarhiei și democrației. Speranța s-a năruit pe 6 martie 1945 (instaurarea dictaturii comuniste) pentru că soarta României era de fapt pecetluită încă din 9 octombrie 1944, când la Moscova, Aliații împreună cu Bulgaria, au cedat-o lui Stalin, în schimbul abandonării de către acesta a rezistenței comuniste grecești (pregătită, după înfrângerea naziștilor, să se opună britanicilor). Mihai I a fost silit să abdice și să plece în exil la 30 decembrie 1947, lăsându-i pe comuniști, deja la putere de aproape trei ani, să înființeze o republică comunistă care va dura până în 22 decembrie 1989.